# Gouvernement Ricasoli I
Royaume d'Italie
Cavour IV Rattazzi I

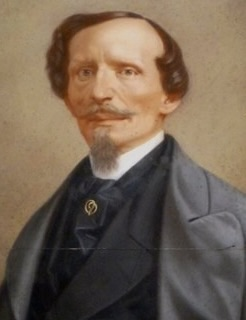

Le gouvernement Ricasoli I (Governo Ricasoli I, en italien) est le gouvernement du royaume d'Italie entre le 12 juin 1861 et le 3 mars 1862, durant la VIIIe législature.

## Historique
Le gouvernement est formé en juin 1861, il est confronté à divers problèmes notamment la lutte contre le brigandage et la réforme administrative.

## Composition
Composition du gouvernement
- Droite historique

### Président du conseil des ministres
Bettino Ricasoli

### Liste des ministres
- Ministre des affaires étrangères : Bettino Ricasoli
- Ministre de l'agriculture, de l'industrie et du commerce : Filippo Cordova
- Ministre des finances : Pietro Bastogi
- Ministre de la justice : Vincenzo Maria Miglietti
- Ministre de la guerre :
  - Bettino Ricasoli jusqu'au 5 septembre 1861
  - Alessandro Della Rovere après le 5 septembre 1861
- Ministre de l'intérieur : 
  - Marco Minghetti jusqu'au 1er septembre 1861
  - Bettino Ricasoli après le 1er septembre 1861
- Ministre du travail public : Ubaldino Peruzzi
- Ministre de la marine : Federico Luigi, comte de Menabrea
- Ministre de l'instruction publique : Francesco De Sanctis